# Ferdel Schröder
Ferdel Schröder (ur. 29 października 1947 w Solingen, zm. 3 stycznia 2013 w Eupen) – belgijski polityk, samorządowiec i psycholog narodowości niemieckiej, w latach 1995–2009 lider Partei für Freiheit und Fortschritt, w latach 2010–2013 przewodniczący Parlamentu Niemieckojęzycznej Wspólnoty Belgii.

## Życiorys
Jego rodzice prowadzili sklep obuwniczy w Sankt Vith. W 1944 zostali ewakuowani z Belgii na teren III Rzeszy, gdzie w 1947 urodził się Ferdel Schröder, jednak powrócili do rodzinnej miejscowości kilka lat później. Ukończył religijną szkołę średnią, następnie w latach 1964–1970 studiował psychologię i pedagogikę na Katholieke Universiteit Leuven, ukończył ponadto kurs w zakresie psychoterapii w Düsseldorfie. Od 1969 pracował w centrum medyczno-psychologicznym w Verviers, następnie od 1971 do 2010 kierował takim centrum przeznaczonym dla Parlamentu Niemieckojęzycznej Wspólnoty Belgii. Okazjonalnie występował także jako muzyk.
Zaangażował się w działalność Partei für Freiheit und Fortschritt, na początku lat 70. kierował partyjną młodzieżówką Jugend für Freiheit und Fortschritt. Od 1995 do 2010 był przewodniczącym partii, a od 2002 do 2009 wiceprzewodniczący federalnego Ruchu Reformatorskiego. W latach 1988–2010 zasiadał w radzie miejskiej Eupen, od 1994 do 2000 należał do miejskich władz wykonawczych, odpowiadając za edukację i turystykę. Od 1999 należał do Parlamentu Niemieckojęzycznej Wspólnoty Belgii (reelekcja w 2004 i 2009), pozostawał jego wiceprzewodniczącym i szefem frakcji partyjnej. 1 lutego 2010 wybrany przewodniczącym tego gremium w miejsce Louisa Siquet, pozostawał nim do śmierci spowodowanej chorobą nowotworową.

## Życie prywatne
Był żonaty z Brigitte Mostert (zm. 2007), miał dwoje dzieci.